# カスパー・ビビエ
カスパー・ビビエ（Casper Viviers、1988年6月1日 - ）は、ラ・ボールに所属するラグビーユニオン選手。

## プロフィール
- ナミビア(当時は南アフリカ共和国)・ウィントフック出身[1]。
- ポジションはプロップ(PR)。
- 身長 185cm、体重 120kg
- ナミビア代表キャップは39（2025年2月現在）でラグビーワールドカップ2015・ラグビーワールドカップ2023のナミビア代表に選ばれた[2][3]。

## 略歴
ウェルウィッチアスを経て、2023年、ラ・ボールに加入。